# Luis Coquis
Luis Alberto Coquis Herrera (ur. 2 listopada 1919, zm. w 2011) – peruwiański strzelec, olimpijczyk. 
Brał udział w Letnich Igrzyskach Olimpijskich 1956 (Melbourne); startował w dwóch konkurencjach indywidualnych, w których zajmował miejsca w trzeciej dziesiątce.

## Wyniki olimpijskie
| Igrzyska | Konkurencja                                    | Wynik | Miejsce    | Źródło |
| -------- | ---------------------------------------------- | --- | ---------- | ------ |
| IO 1956  | Karabin małokalibrowy, trzy postawy, 50 metrów | 1124 punkty W pozycji leżącej – 392 punkty (99-99-97-97) W pozycji klęczącej – 379 punktów (94-95-95-95) W pozycji stojącej – 353 punkty (92-90-89-82) | 29 (na 44) | [ 1 ]  |
| IO 1956  | Karabin małokalibrowy leżąc, 50 m              | 593 punkty (99-99-98-97-100-100) | 28 (na 44) | [ 2 ]  |